# ОФК Врбас
ОФК Врбас је фудбалски клуб из Врбаса, основан 2007. године, након банкрота ФК Врбаса 30. јула 2007. године. Тренутно се такмичи у Српској лиги Војводина, трећем такмичарском нивоу српског фудбала.

## Настанак ОФК Врбаса
У лето 2006 стари ФК Врбас испада из Српске лиге Војводина (трећи ранг), након чега је уследила катаклизма куба — финансијски крах. Сезоне 2006/07. су били последњи у Војвођанској лиги Запад (четвртом рангу такмичења), где су се и угасили банкротом.
Одмах је донета одлука да се оснује ОФК Врбас, који ће следеће сезоне наступати у Међуопштинској лиги Србобран-Врбас-Бечеј шестом последњем рангу такмичења.

## Историја ОФК Врбаса
У првој сезони уласка у најнижи ранг такмичења, ОФК Врбас је ушао у виши ранг. Због гашења локалног шестолигаша, екипа прелази два ранга више, са великим шансама да се врати у прва четири ранга такмичења. У сезони 2012/13. ОФК Врбас се као првак Подручне фудбалске лиге Нови Сад пласирао у виши ранг, Војвођанску лигу Запад.
Четири године је наступао у четвртом рангу да би једну годину (сезона 2017/18.) провео у Подручној лиги Суботица, где је као другопласирани тим изборио повратак у Војвођанску лигу. У Војвођанској зони клуб се такмичио до сезоне 2023/24. када је након освојеног другог места у бараж двомечу против Јединства из Руменке (1:1; 2:0) изборио по први пут пласман у Српску лигу Војводина. 

## Успеси
- Војвођанска лига север (четврти ранг)
Другопласирани (2): 2022/23; 2023/24.
- Подручна лига Нови Сад (пети ранг)
Освајач (1): 2012/13.
- Подручна лига Суботица (пети ранг)
Освајач (1): 2021/22.
Другопласирани (1): 2017/18.